# Библиография на Е. Е. Смит
Това е пълна библиография на творбите на американския автор на космическа опера Е. Е. Смит.
След смъртта му през 1965 г. произведенията на Е. Е. Смит вече са обществено достояние в страни, където срокът на авторското право продължава 50 години след смъртта на автора или по-малко; обикновено това не включва произведения, публикувани за първи път посмъртно. Произведения, публикувани за първи път преди 1927 г., също са обществено достояние в Съединените щати. Освен това редица произведения на автора са станали обществено достояние в Съединените щати поради неподновяване на авторските права.

### Серии

#### Lensman
1. Triplanetary (1948)
Фатален сблъсък, изд. „Орфия“ (2003), прев. Таня Петрова
2. First Lensman (1950)
Първият Ленсман, изд. „Орфия“ (2003), прев. Татяна Петрова
3. Galactic Patrol (1950)
4. Gray Lensman (1951)
5. Second Stage Lensmen (1953)
6. The Vortex Blaster (1960)
7. Children of the Lens (1954)

#### Skylark
1. The Skylark of Space (1946) Оригиналната версия е достъпна онлайн
2. Skylark Three (1948) Наличен онлайн
3. Skylark of Valeron (1949)
4. Skylark DuQuesne (1966)

#### Subspace
1. Subspace Explorers (1968)
2. Subspace Encounter (1983)

### Несериални романи и сборници
- Spacehounds of IPC (1966) Наличен онлайн
- Triplanetary (1934 г.) Наличен онлайн
- The Galaxy Primes ( 1965 г. Сериозно редактирана версия, от която Смит е много недоволен) [1] Налично онлайн ; The Galaxy Primes   </link>
- Най-доброто от EE "Doc" Smith (1975)
- Have Trenchcoat - Will Travel and Others: Роман със напрежение и три разказа (не-SF, Advent: Publishers 2001)ISBN 0-911682-33-3

### Сътрудничества
- „Какъв курс!“ (известен още като „Робот Немезис“, глава 13 (част 14 от 18) от романа „Космос“, сериализиран в Science Fiction Digest/Fantasy Magazine юли 1933-декември 1934) [2]
- „Предизвикателството от отвъдното“ (със Стенли Г. Уайнбаум, Доналд Уондри, Харл Винсент и Мъри Лейнстър, една от двете едноименни истории за кръгъл робин (една версия за научна фантастика и една версия за фентъзи), публикувани в списание Fantasy Magazine 1935)
- Masters of Space (1976) (недовършена творба на писателя на научна фантастика и бивш секретар на фен клуба на The Galactic Roamers E. Everett Evans, по-късно преработена и завършена от Смит) Налично онлайн

### Произведения от други, базирани на измислицата на Смит
Творбите по-долу са публикувани под името на Смит след смъртта му.

#### Семейство Д'Аламбер
(от Стивън Голдин — първият роман е разширение на едноименната новела на Смит)
1. Imperial Stars (1976)
2. Stranglers' Moon (1976)
3. The Clockwork Traitor (1976)
4. Getaway World (1977)
5. Appointment at Bloodstar, also known as The Bloodstar Conspiracy (1978)
6. The Purity Plot (1978)
7. Planet of Treachery (1981)
8. Eclipsing Binaries (1983)
9. The Omicron Invasion (1984)
10. Revolt of the Galaxy (1985)

#### Lord Tedric
(от Гордън Еклунд въз основа на новела на EES)
1. Лорд Тедрик (1978)
2. Космическите пирати (1979)
3. Черният рицар на желязната сфера (1979)
4. Alien Realms (1980)

### Нехудожествена литература
- Някои глини от Айдахо, (с Честър Фаулър Смит) бакалавърска теза, Университет на Айдахо, 1914 г.[3]
- Ефектът от избелването с азотни оксиди върху качеството на печене и търговската стойност на пшеничното брашно, докторска дисертация, Университет Джордж Вашингтон, 1919 г., приблизително 100 стр.[4]
- „Изследване на някои от химическите промени, които настъпват в стридите по време на подготовката им за пазара“, Бюро по химия, Бюлетин на Министерството на земеделието на САЩ 740, 1919 г., 24 стр.[5]
- „Вискозитет и качество на печене“, Химия на зърнените култури 2, 178–89, 1925 г.[6]
- „Какво означава за мен научната фантастика“ (Science Wonder Stories, юни 1929 г.)
- „Доклад на подкомитета по концентрацията на водородни йони със специално позоваване на ефекта на белината на брашното“, Химия на зърнените култури 9, 424–8, 1932 г.[7]
- „Катастрофа“ ( Astounding Science Fiction май 1938 г.).
- Реч на почетния гост на Worldcon, първоначално представена на Chicon I на 1 септември 1940 г. Ще бъде публикувано в Worldcon Guest of Honor Speeches, редактирано от Майк Резник и Джо Сиклари, ISFiC Press, 23 август 2006 г.
- „The Epic of Space“ в Of Worlds Beyond: The Science of Science Fiction Writing, редактиран от Лойд Артър Ешбах ( Fantasy Press 1947; включва биографична скица).
- Въведение в Man of Many Minds от E. Everett Evans (Fantasy Press 1953).
- „Хората, които създават други светове № 11: Едуард Е. Смит“ (Научни истории от други светове, март 1953 г.)
- „Произходът на живота“ (Луна № 7 1969 г., транскрипт на речта, представена на 12-та световна конвенция за научна фантастика, Калифорния, септември 1954 г.)
- „Логиката на закона“ ( Trumpet #10, 1969)

### Вторични източници
- Sean Barrett. GURPS Lensman.   Steve Jackson Games, 2002, [1994]. ISBN 1-55634-527-5. Contains a biographical sketch on p. 4, which is included in the excerpt at Steve Jackson Games.
- Ron Ellik, Bill Evans, Al Lewis. The Universes of E. E. Smith.   Advent, 1966. ISBN 0-911682-03-1.
- Ethan Fleischer Selectively Annotated English Primary Source Bibliography.
- Ethan Fleischer Z9M9Z: A Lensman Website
- Gharlane of Eddore (1998). Lensman FAQ http://www.chronology.org/noframes/lens/.
- Robert A. Heinlein (1979). "Larger Than Life", written for MosCon I, published in Robert A. Heinlein. Expanded Universe.   Grosset & Dunlap, 1980. ISBN 0-448-11916-1.Expanded Universe. Grosset & Dunlap. ISBN <bdi>0-448-11916-1</bdi>.
- Edward E. Smith в Internet Speculative Fiction Database.
- Stephen C. Lucchetti. "Doc"—First Galactic Roamer: A Complete Bibliography….   NESFA Press, 2004. ISBN 1-886778-58-2.
- Sam Moskowitz (1942). "Doughnut Specialist Smith Blasts Vortices in His Spare Time", Astonishing Stories, June 1942, p. 6. Biographical note accompanying "Storm Cloud on Deka", which is inconsistent with other sources. Unsigned; attribution per Ellik, Evans, & Lewis p. 262.
- Sam Moskowitz. Seekers of Tomorrow.   World Publishing, 1966. ISBN 0-88355-129-2.
- Frederik Pohl (1964). "Ode to a Skylark", If, May 1964. Reprinted in Lucchetti, pp. 11–15.
  - (2009) Doc "Skylark" Smith
- Alva Rogers. A Requiem for Astounding.   Advent, 1964. ISBN 0-911682-16-3.
- Joseph Sanders. E. E. "Doc" Smith.   Starmont House, 1986. ISBN 0-916732-73-8.
- Thomas Sheridan. E. E. "Doc" Smith, Father of Star Wars.   Necronomicon Press, 1977.  8pp. Reprint of an article in Fantasy Review, 1948. Describes itself as an interview, but is mostly an essay with some extended quotations.
- Verna Smith Trestrail (presumably 1979). MosCon I Keynote Speech, unpublished typewritten notes.
- Harry Warner (1938). Brief biography in Spaceways Volume 1, No. 1.

### Цитирана литература
- Stephen C. Lucchetti (2004). "Doc"—First Galactic Roamer: A Complete Bibliography…. NESFA Press. ISBN 1-886778-58-2.

|  | Тази страница частично или изцяло представлява превод на страницата E. E. Smith bibliography в Уикипедия на английски. Оригиналният текст, както и този превод, са защитени от Лиценза „Криейтив Комънс – Признание – Споделяне на споделеното“, а за съдържание, създадено преди юни 2009 година – от Лиценза за свободна документация на ГНУ. Прегледайте историята на редакциите на оригиналната страница, както и на преводната страница, за да видите списъка на съавторите. ВАЖНО: Този шаблон се отнася единствено до авторските права върху съдържанието на статията. Добавянето му не отменя изискването да се посочват конкретни източници на твърденията, които да бъдат благонадеждни. |